# Zlata
Zlata (en cirílico: Злата) es un nombre de pila de género femenino, popular en las lenguas eslavas meridionales, con el significado de «oro» o «dorado». Es común en todos los países eslavos, frecuente en países de la antigua Yugoslavia como Bosnia y Herzegovina, Croacia y Serbia además de Bulgaria, República Checa, Rusia o Ucrania.
El nombre es popular en Bosnia porque está considerado étnicamente neutro entre las tres etnias mayoritarias: bosnios, serbios y croatas.

## Etimología
El nombre procede de la palabra eslava: zlato que es una evolución de la palabra zolto (que se significa oro o el color dorado de este mineral) del antiguo eslavo eclesiástico. El nombre de Zlata es en yidis: זלאַטע‎, romanizado: zlate, zlote, se originó a principios de la Edad Media, probablemente entre los judíos asquenazí en tierras checas (Bohemia y Moravia). Semánticamente, el nombre es análogo al nombre anterior «Golda» (en yidis: גאגלדע‎, romanizado: golde, lit. 'oro').  

### Variantes
La variante de Zlate (Златэ) se distribuyó por Lituania , Bielorrusia y las áreas adyacentes del noreste de Polonia (es decir, en el área del dialecto yidis del noreste).  En todos los demás territorios habitados de forma compacta por judíos como el resto de Polonia, en Ucrania, Besarabia, Rumanía, se utilizó la variante de Zlote (Злотэ). 
La primera mención de este nombre judío en fuentes escritas en alemán data de 1293 en Carintia, en hebreo - 1349 en Moravia.
Los apellidos metonímicos Zlatkin, Zlotin, Zlotkin y sus análogos aparecen en nombre de Zlata.
En Rusia, la palabra Zlata se puede encontrar como Zlat o Zlatka.
En Macedonia Occidental, por motivos nacionalistas, se propuso el cambio del nombre eslavo de Zlata al nombre griego de Hrisoula (lit. dorado).

## Personalidades
- Zlata Adamovská (nacida en 1959), actriz checa.
- Zlata Bartl (1920–2008), científica bosnia.
- Zlata Bizova (nacido en 1927), pintora ruso.
- Zlata Filipović (Nacido 1980), escritora bosnia.
- Zlata Kolarić-Kišur (1894–1990), escritora croata.
- Zlata Ognevich (nacido en 1986), política y cantante ucraniana.
- Zlata De Maglen (muerto en 1795), santa búlgara.
- Zlata Petković (1954–2012), actriz serbia.
- Zlata Petrović (nacido en 1962), cantante serbia.
- Zlata Razdolina (nacido en 1959), música rusa.
- Julia Günthel, alias Zlata, artista de Kazajistán.
- Zlata Chochieva, (nacida en 1985), pianista rusa.[2]

## Ciudades
- Zlatá, República Checa
- Zlatá Baňa, Eslovaquia
- Zlatá Idka, Eslovaquia
- Zlatá Koruna, República Checa

## Otros
- Zlatá ulička, en Praga.
- Złoty, es la moneda oficial de Polonia.